# Microrregión de Paulínia
La microrregión de Paulínia es un proyecto de una nueva microrregión del estado brasileño de São Paulo que pertenecería a la mesorregión Campinas. Englobaría tres municipios cuya población, según datos del censo IBGE 2012 es de 193.660 habitantes. El área total de sus municipios es de 472 km². La Empresa Brasileña de Correos y Telégrafos también hace una división territorial, y posee entre sus microrregiones esta microrregión. Mientras tanto, se engloban también los municipios de Ingeniero Coelho y Holambra.

## Municipios
| Municipio      | Área | Población (2012) | PIB (2010)    | IDH-M (2000) |
| -------------- | ---- | ---------------- | ------------- | ------------ |
| Artur Nogueira | 178  | 45.847           | 541.130.00    | 0,796 ·      |
| Cosmópolis     | 155  | 61.013           | 1.005.080.000 | 0,799 ·      |
| Paulínia       | 139  | 86.800           | 8.114.790.000 | 0,847 ·      |
| Total          | 472  | 193.660          | 9.661.000.000 | 0,810 ·      |